# Société internationale de prothèse et orthèse
Pour les articles homonymes, voir ISPO.
La Société internationale de prothèse et orthèse (ISPO : International Society of Prosthetics and Orthotics) est une organisation, fondée à Copenhague en 1970, ouverte aux professionnels de l'orthopédie : chirurgiens, médecins, orthoprothésistes, podo-orthésistes, kinésithérapeutes, ergothérapeutes, ingénieurs biomécaniciens.  
Elle vise à promouvoir et à améliorer l'enseignement et de recherche en matière de prothèses, orthèses et sur les techniques de réadaptation. L'ISPO comprend 2 500 membres répartis dans 75 pays.